# ADP/ATP交換輸送体
ADP/ATP交換輸送体（エーディーピー エーティーピーこうかんゆそうたい、英: ADP/ATP translocator; ANT）は、ミトコンドリア内で内膜越しに遊離ADPと遊離ATPを交換する。ANTは、ミトコンドリア内膜で最も豊富な蛋白質であり、ミトコンドリア輸送体ファミリーに属している。
遊離ADPは細胞質からミトコンドリアマトリックスへ輸送され、逆に酸化的リン酸化により生成されたATPはミトコンドリアマトリックスから細胞質へ輸送され、細胞に主要な「エネルギー通貨」を提供する。ADP/ATP交換輸送体は真核生物に特有であり、真核生物発生中に進化したと考えられている。ヒト細胞は4つのADP/ATP交換輸送体：SLC25A4、SLC25A5、SLC25A6、SLC25A31を発現し、ミトコンドリア内膜の蛋白質の10%以上を構成している。これらの蛋白質は、ミトコンドリア輸送体スーパーファミリーに分類される。

## 名称
ADP/ATP交換輸送体（英: ADP/ATP translocator; ANT）はADP/ATP輸送酵素（英: ADP/ATP translocase; ANT）、アデニンヌクレオチド輸送体（英: Adenine nucleotide translocator; ANT）、ADP/ATP透過担体（英: ADP/ATP carrier protein; AAC）、ミトコンドリアADP/ATPキャリアなどとも呼ばれる。また、ATP/ADP交換輸送体などと呼ばれる場合もある。

## 型
ヒトでは、3つのパラロガス多形が知られている。
- SLC25A4―主に心筋および骨格筋に発現する。
- SLC25A5―主に線維芽細胞に見られる。
- SLC25A6―主に肝臓に存在する。

## 構造

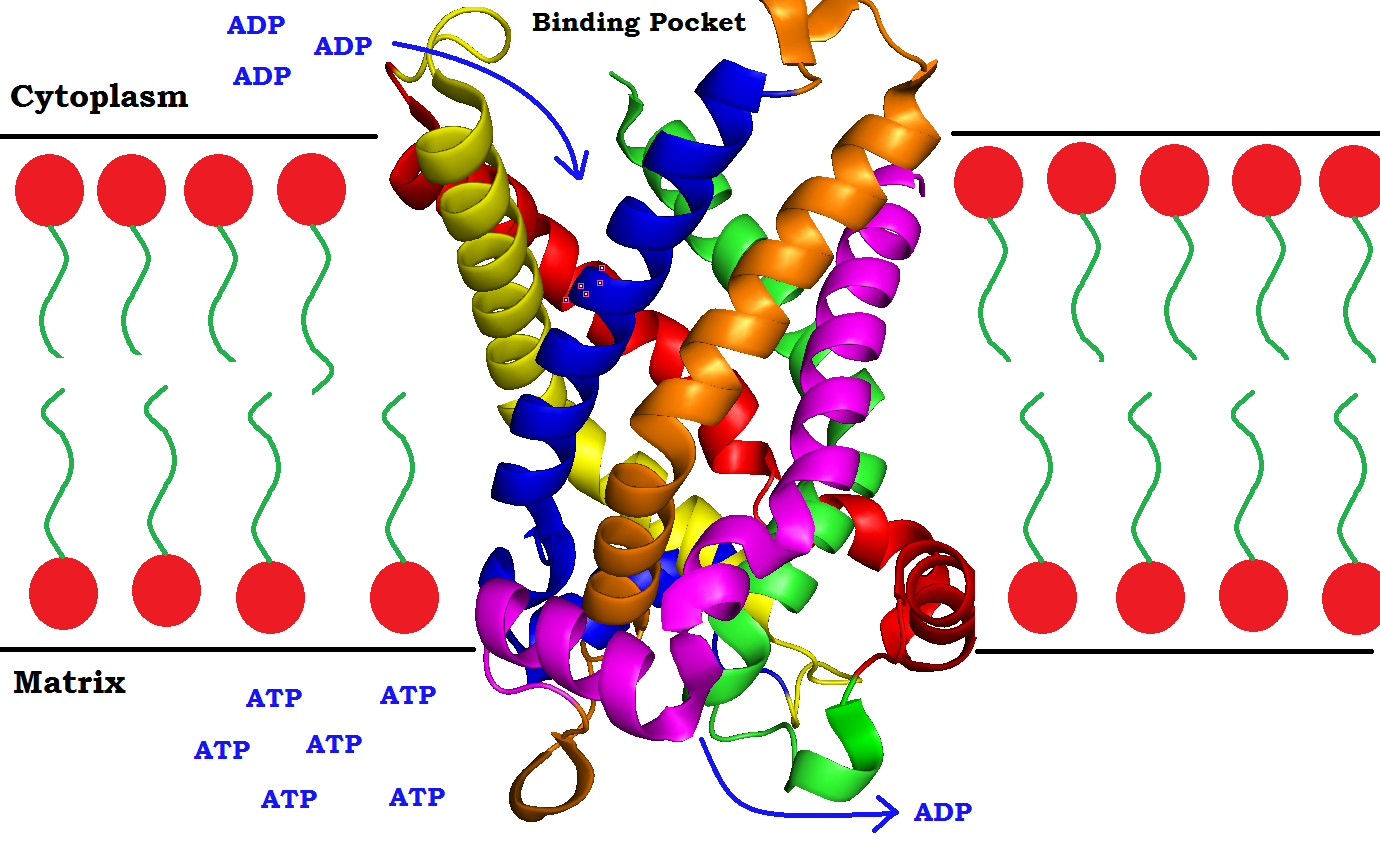
ミトコンドリア内膜を貫通する交換輸送体の側面図。6つのαヘリックスが異なる色で示されている。結合ポケットは現在細胞質側に開いており、ADPと結合してマトリックス側へ輸送する。(より)

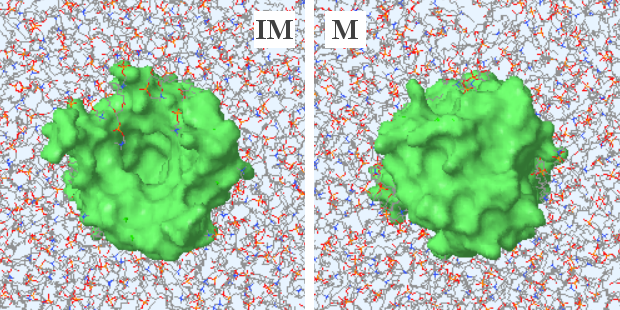
ミトコンドリア内膜の脂質二重層の両側から見た交換輸送体(緑色)。
左図(IM)：細胞質側から見た図。蛋白質は細胞質側に向かって開いている。
右図(M)：マトリックス側から見た図。タンパク質はマトリックス側に向かって閉じている。

ANTは永らくホモ二量体の形で機能すると考えられていたが、酵母のAac3pの電子線結晶構造解析によってこの概念が覆された。この蛋白質は三回対称で単量体であり、基質の交換経路がその中心を通ることが示された。ウシANTの分子構造はこれを裏付け、ミトコンドリア輸送体で最初の折り畳み構造が示された。更なる研究により、ANTは界面活性剤中では単量体であり、ミトコンドリア膜内では単量体として機能することが実証された。
ADP/ATP交換輸送体1はヒト細胞における主要なANTであり、このファミリーの代表的な蛋白質である。質量は約30kDaでアミノ酸297残基からなる。6つの膜貫通αヘリックスが樽状に配置して深い円錐状の窪みを構成する。この窪みは外側からアクセス可能で、そこに基質が結合する。殆どのアイソフォームで保存されているこの結合ポケットは、主にATPまたはADPとの強力な結合を可能にする塩基性残基からなり、最大直径2.0nm、深さ3.0nmである。実際、アルギニン残基96、204、252、253、294、およびリシン残基38が交換輸送体の活性に必須であることが示されている。

## 機能
ADP/ATP輸送酵素は、酸化的リン酸化によって合成されたATPを細胞質へ輸送し、そこで熱力学的に不利な反応を促進するエネルギー源とする。ATPは加水分解されてADPとなり、ANTによりミトコンドリア基質へ戻され、そこで再リン酸化されてATPとなる。ヒトは通常、自分の体重に相当する量のATPを体内で日常的に交換しているため、ADP/ATP輸送酵素は代謝に重要な役割を果たす重要な輸送蛋白質である。
ANTは、遊離型―脱プロトン、非マグネシウム、非カルシウム結合型―のADPとATPを1:1の比率で交換する。輸送は完全に可逆的であり、その方向性は基質（ミトコンドリア内外のADPとATP）濃度、アデニンヌクレオチドの捕捉剤、そしてミトコンドリア膜電位によって決定される。これらのパラメータの関係は、「ANTの逆転電位」（Erev_ANT）を求める式で表される。これはANTによるアデニンヌクレオチドの正味輸送が全く行われないミトコンドリア膜電位の値である。ANTとFo-F1 ATP合成酵素は、必ずしも方向性が同期しているわけではない。
ミトコンドリア内膜越しのADPとATPの交換以外にも、ANTは固有の脱共役活性も示す。
ANTは、ミトコンドリア膜透過性遷移孔（英: mitochondrial Permeability Transition Pore; mPTP）の重要な調節因子であり、その構成要素である可能性もある。mPTPは様々な病態に関与するチャネルであるが、その機能は未だ解明されていない。Karchらは、ANTがmPTPの構成成分の少なくとも1つであるという「多孔モデル (multi-pore model)」を提唱している。

### 交換輸送機序
通常の状態では、ATPとADPは負電荷が高いためミトコンドリア内膜を通過できないが、対向輸送体であるADP/ATP交換輸送体がこの2つの分子の輸送を担う。ADP/ATP交換輸送体の窪みは、膜のマトリックス側と細胞質側を交互に向く。細胞質から膜間腔に流入したADPは交換輸送体に結合し、反転を誘導し、その結果ADPがマトリックスに放出される。マトリックスから流入したATPが結合すると、反転が誘導されて交換輸送体は元の構造に戻る。その結果ATPが膜間腔に放出され、細胞質に拡散していく。天然ヌクレオチドの内ATPとADPのみが、交換輸送体に認識される。
正味のプロセスは次のように表される。
ADP3−細胞質 + ATP4−ﾏﾄﾘｯｸｽ → ADP3−ﾏﾄﾘｯｸｽ + ATP4−細胞質
ADP/ATP交換はエネルギーコストが高く、好気呼吸による電子伝達から得られるエネルギーの約25%、即ち水素イオン1個が、ADP/ATP交換輸送に利用される膜電位を再生するために消費される。
交換輸送体は細胞質状態とマトリックス状態と呼ばれる2つの状態を繰り返し、細胞質とマトリックスに交互に開口する。交換輸送体は阻害剤カルボキシアトラクチロシドにより細胞質状態に、ボンクレキン酸によりマトリックス状態にロックされている状態を観察できる。

## 変異
ミトコンドリアミオパチー（英: Mitochondrial myopathy; MM）のような稀ではあるが重篤な疾患は、ヒトADP/ATP交換輸送体の機能障害と関連している。ミトコンドリアミオパチーとは、骨格筋における主要なミトコンドリア構造の異常という共通の特徴を持つ、臨床的にも生化学的にも異質な一連の疾患群を指す。ミトコンドリアミオパチーの主な形態学的特徴は、末梢および筋線維間への異常ミトコンドリアの蓄積を含む、ぼろぼろの赤い筋線維である。特に、常染色体優性進行性外眼筋麻痺（英: autosomal dominant progressive external ophthalmoplegia; adPEO）は、ADP/ATP交換輸送体の機能障害に関連する一般的な疾患であり、眼球運動を担う筋肉の麻痺を誘発する場合がある。また眼以外にも、運動不耐性、筋力低下、聴力障害などが生じ得る。adPEOはメンデル遺伝パターンを示し、ミトコンドリアDNA（mtDNA）の大規模な欠失を特徴とする。mtDNAにはイントロン（DNAの非コード領域）が殆ど含まれていないため、有害な変異が生じる可能性が高くなる。従ってADP/ATP交換輸送体のmtDNAにどのような修飾が加わっても交換輸送体の機能不全につながる可能性があり、特に結合ポケットに関与する残基は交換輸送体の機能を損なうことになる。ミトコンドリアミオパチーは一般的にADP/ATP交換輸送体の機能不全と関連しているが、ミトコンドリアの様々な異常によっても発症する可能性がある。

### 阻害剤

ボンクレキン酸の構造式

ADP/ATP交換輸送体は、2つの化合物群によって非常に特異的に阻害される。アトラクチロシド（ATR）とカルボキシアトラクチロシド（CATR）を含む第一の化合物群は、ADP/ATP交換輸送体に細胞質側から結合し、細胞質側が開いた構造に固定する。対照的に、ボンクレキン酸（BA）とイソボンクレキン酸（isoBA）を含む第二の化合物群は、交換輸送体にマトリックス側から結合し、マトリックス側が開いた構造に固定する。阻害剤の負に帯電した基質は、結合ポケットの奥深くにある正に帯電した残基に強く結合する。高い親和性（Kd値はナノモル領域）により、各阻害剤は細胞呼吸や細胞全体へのエネルギー伝達を阻害することで、猛毒となる。交換輸送体が阻害剤カルボキシアトラクチロシドによって細胞質状態にロックされていることを示す構造が、あるいは阻害剤ボンクレキン酸によってマトリックス状態にロックされていることを示す構造が存在する。

## 発見の経緯
1955年、SiekevitzとPotterは、アデニンヌクレオチドが細胞内でミトコンドリアと細胞質の2つのプールに分布していることを実証した。その後間もなく、Pressmanは2つのプールがヌクレオチドを交換できるという仮説を提起した。しかしADP/ATP交換輸送体の存在は、1964年にBruniらがラット肝臓ミトコンドリアのエネルギー伝達系（酸化的リン酸化）とADP結合部位に対するアトラクチロシドの阻害効果を発見するまで、仮定されていなかった。
その後直ぐに、ADP/ATP交換輸送体の存在を証明しエネルギー輸送との関係を解明しようと、圧倒的な量の研究が行われた。ADP/ATP交換輸送体のcDNAは、1982年にウシについて、1986年に酵母の一種であるSaccharomyces cerevisiaeについて配列決定され、最終的にBattiniらが1989年にヒトの交換輸送体のcDNAクローンを配列決定した。ヒトと酵母のADP/ATP交換輸送体のコード配列の相同性は47％であったのに対し、ウシとヒトの配列は297残基のうち266残基、つまり89.6％まで顕著に伸びていた。どちらの場合も、最も保存されている配列はADP/ATP基質結合ポケット部分にある。